# Moggio (unità di misura)

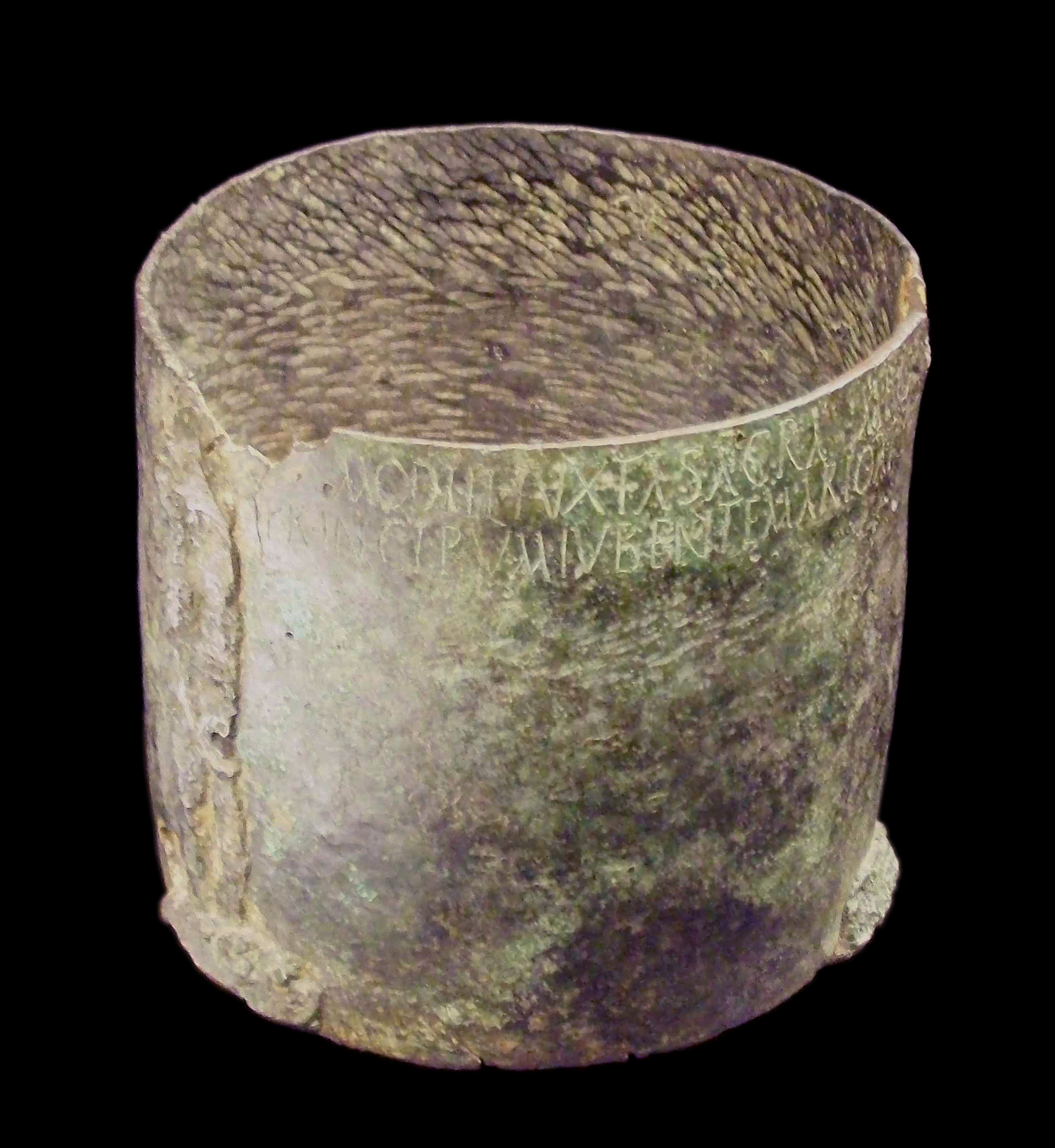
Moggio romano (modius) del IV secolo.

Il moggio o modio è un'antica unità di misura.

## Misura di volume
Il termine moggio deriva etimologicamente dal latino mòdius il quale, venendo da modus cioè "misura", vuol dire proprio "unità di misura", ed era usato per la misurazione del grano, ma più spesso come unità di misura del volume (corrispondeva a circa ~ 8¾ litri), specie degli aridi.
Dall'epoca romana generalmente la sua misura era cresciuta, insieme con quella del suo principale sottomultiplo (lo staio, dal latino sextarius). A Milano corrispondeva ad esempio a 225,1 litri, a Como a 153,9. Secondo un documento a Venezia equivaleva a 347 litri.
Nel tempo a questo significato si è sovrapposto quello di area di terreno necessaria a seminare un moggio di grano, e di conseguenza era anche un'unità di misura agraria.

## Misura di superficie
Quest'uso non mancava nell'Italia settentrionale, per esempio ad Alessandria si usava il moggio pari a 8 staia superficiali (circa 4.716 m2). A Novara corrispondeva invece a 3.066,036 m2 ed era divisibile in 8 staia o 4 pertiche. Era però soprattutto al sud, specialmente a Napoli nel Regno delle Due Sicilie, che il moggio era estremamente diffuso come misura agraria.
A Napoli e nel Monferrato casalese corrispondeva a 3.364,86 m2. Variava però da diocesi a diocesi, e in alcuni casi cambiava anche da comune a comune. Per esempio, nel dipartimento, poi provincia, di Terra di Lavoro, variava dai 3.387,36 m2 di Caserta ai 3.265,299 m2 di Teano e Capua, e si divideva in 30 passi, suoi sottomultipli, i quali, a loro volta, si suddividevano in 30 passitelli, loro sottomultipli. Il moggio di Aversa corrispondeva a 4.259 m2 e si divideva in 10 quarte, suoi sottomultipli. Oggi per comodità di calcolo si suole adottare come riferimento per l'estensione dello iugero 3.333,33 m2, pari ad 1/3 esatto di ettaro.
Altre misure locali correlate:
| 1 moggio | 33 passi      |
| 1 passo  | 33 passitelli |